# Leptoecia vivipara
Leptoecia vivipara är en ringmaskart som beskrevs av Orensanz 1990. Leptoecia vivipara ingår i släktet Leptoecia och familjen Onuphidae. Inga underarter finns listade i Catalogue of Life.